# یواس‌اس ردپول (ای‌ام‌اس-۵۷)
یواس‌اس ردپول (ای‌ام‌اس-۵۷) (به انگلیسی: USS Redpoll (AMS-57)) یک کشتی بود که طول آن ۱۳۶ فوت (۴۱ متر) بود. این کشتی در سال ۱۹۴۳ ساخته شد.